# Verdienstmedaille für Bevölkerungsschutzarbeit

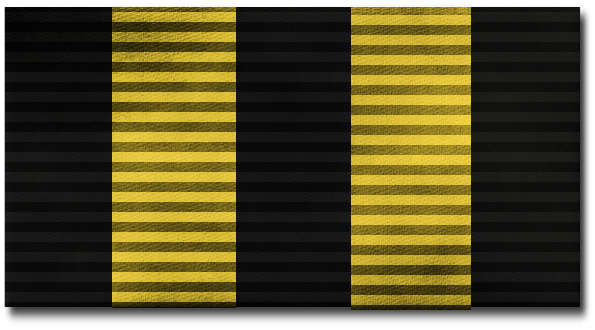
Bandschnalle

Die Verdienstmedaille für Bevölkerungsschutz (fin: Väestönsuojelun ansiomitali) ist ein finnisches Ehrenzeichen, das am 25. Oktober 1940 durch gesetzlicher Verordnung des Staatspräsidents Risto Ryti gestiftet und als Anerkennung für geleistete Arbeit, die in Friedens- oder Kriegszeiten zugunsten des Bevölkerungsschutzes erbracht wurden. Die erste Verleihung fand durch Tagesbefehl Nr. 129/8.11.1940 der Oberbefehlshaber finnischer Streitkräfte statt. Die Verdienstmedaille wird bis ins 21. Jahrhundert verliehen.

## Stufen
Die Medaille besteht aus zwei Stufen und kann mit oder ohne Bandspange verliehen werden.
- I. Stufe in Silber
- II. Stufe in Bronze

Mit Spange in Kriegs-, ohne Spange in Friedenszeiten. Die Medaille ohne Spange konnte dabei auch an Ausländer verliehen werden.

## Aussehen
Die aus Kupfer geprägte Medaille hat einen Durchmesser von 30 mm. Sie zeigt auf ihrem Avers die Darstellung eines Mannes, der in seiner rechten  Hand einen Schild zum Schutz einer dahinterliegenden Frau, eines Kindes und seiner selbst hochhält. In der linken trägt er einen Speer.

## Trageweise
Die Medaille wird an der linken Brustseite des Beliehenen getragen. Das schwarze Ordensband ist dabei 32 mm breit. In seiner Mitte wurden zwei 6 mm breite gelbe Mittelstreifen eingewebt, die im Abstand von 6 mm stehen. Die Spange ist silbern, 19 mm breit und 5 mm hoch. In ihrer Mitte wird das Jahr der Verleihung eingraviert.

## Verleihungsbedingungen
Die I. Klasse kommt zur Verleihung und wird für besondere Verdienste um die Bevölkerungschutzarbeit verliehen. Die Medaille der II. Klasse ist dagegen patiniert und wird an verdiente Personen verliehen. Die Führung des Verleihungsverzeichnis obliegt dem  Ministerium des Innern. Die Medaille kann auch postum verliehen werden, wenn der Beliehene in Ausführung von Bevölkerungsschutzarbeiten sein Leben verloren hat. In diesem Fall wird die Medaille
- a) der Gattin oder
- b) dem ältesten Kind, Vater oder Mutter

ausgehändigt, wobei diese nicht die Erlaubnis hat, die Verdienstmedaille selbst zu tragen. Neben der Verdienstmedaille erhält der Beliehene eine Verleihungsurkunde, aus der die verliehene Klasse, der Name des Empfängers und seine persönlichen Angaben hervorgehen.